# Flory Jagoda
Flory Jagoda (Flory Papo, Sarajevo, 21 december 1923 – Alexandria (Virginia), 29 januari 2021) was een Amerikaans gitarist, accordeonist, zangeres en liedschrijver van Bosnisch-Joodse afkomst.
Jagoda speelde een belangrijke rol bij het behoud en de heropleving van de sefardische muzikale traditie. Ze was een invloedrijk zangeres en songwriter die generaties na haar inspireerde om ook sefardische liederen te zingen.
Het bekendste lied van Jagoda is het Chanoeka-lied Ocho Kandelikas (acht kaarsjes). Dit lied werd gecoverd door vele artiesten, waaronder Idina Menzel, Theodore Bikel, Erran Baron Cohen & Yasmin Levy, Noam Vazana en Sarah Aroeste.

## Biografie
Flory Papo werd in 1923 geboren in Sarajevo, toen de hoofdstad van Joegoslavië. Haar ouders scheidden van elkaar toen Flory nog een baby was. Haar moeder verhuisde met Flory naar Vlasenica. Flory woonde daar een aantal jaren bij haar grootouders. Flory sprak thuis Ladino, de taal van de Sefardische Joden. Ze leerde liedjes van haar nona (grootmoeder), zowel sefardische liedjes als sevdalinkas (Bosnische volksliedjes). Toen Flory 10 jaar oud was, verhuisde ze naar Zagreb om bij haar moeder en stiefvader te wonen. Haar stiefvader kocht een accordeon voor haar.
Toen de nazi's in 1941 Joegoslavië binnenvielen, vluchtte Flory naar Split. Daar werd ze herenigd met haar ouders. Datzelfde jaar werden ze samen met andere Joodse vluchtelingen naar het eiland Korčula gestuurd. Toen de nazi´s in 1943 Korčula naderden, vluchtten Flory en haar ouders per boot naar Bari in Italië. Hier leerde Flory de Amerikaans-Joodse militair Harry Jagoda kennen. Ze trouwden en verhuisden na de Tweede Wereldoorlog naar de Verenigde Staten.
Na de oorlog kwam Jagoda te weten dat de meeste van haar familieleden de Holocaust niet hadden overleefd. 42 familieleden, waaronder haar grootmoeder, werden vermoord en begraven in een massagraf.
Jagoda gaf in de Verenigde Staten les en trad op. Maar ze zong lang geen sefardische muziek. Haar moeder wilde geen sefardische muziek meer horen, muziek die voor haar verbonden was met het verleden.
Na het overlijden van haar moeder en stiefvader in de jaren 1970 ging Jagoda weer sefardische muziek maken. Ze schreef de liedjes uit die ze van haar oma had geleerd, en bracht een boek uit met liedjes uit haar jeugd en verhalen over haar familiegeschiedenis. Ook droeg ze haar kennis van sefardische muziek over aan andere zangers en musici, waaronder haar eigen kinderen en kleinkinderen. Hiermee hield ze de tradities van haar familie en de herinnering aan haar familie levend. 
Jagoda bracht verschillende albums uit, waaronder een album met liedjes van haar grootmoeder (Kantikas Di Mi Nona) en een album met eigen sefardische liedjes (La Nona Kanta). Ze gaf optredens op folkfestivals, synagoges en universiteiten in de Verenigde Staten en Europa. In haar zangstijl, met veel trillingen en versieringen, was de invloed van haar sevdah-achtergrond te horen.
In 2002 ontving Jagoda de National Heritage Fellowship van de National Endowment for the Arts, de hoogste eer in de Verenigde Staten voor volksmuziek en traditionele kunst. Er zijn 2 documentaires gemaakt over Flory Jagoda: The Key from Spain (2002) en Flory's Flame (2014).
Jagoda overleed in 2021 op 97-jarige leeftijd.

## Discografie
- Kantikas Di Mi Nona (1988)
- Memories of Sarajevo
- La Nona Kanta (1992)
- Arvoliko (2006)
- Kantikas de amor i vida: Sephardic Duets (2006)